# Scotargus numidicus
Scotargus numidicus is een spinnensoort in de taxonomische indeling van de hangmatspinnen (Linyphiidae).
Het dier behoort tot het geslacht Scotargus. De wetenschappelijke naam van de soort werd voor het eerst geldig gepubliceerd in 2006 door Robert Bosmans.